# Sandefjord Futsal 2013-2014
Questa voce raccoglie le informazioni riguardanti il Sandefjord Futsal nelle competizioni ufficiali della stagione 2013-2014.

## Stagione
Il Sandefjord, neopromosso dalla divisjon, ha chiuso la stagione al 7º posto finale.

## Rosa
| N° | Naz.                | Ruolo | Sportivo                   | Anno     |  |  |
| -- | ------------------- | ----- | -------------------------- | -------- |  |  |
|    | Norvegia (bandiera) | DIF   | Daniel Power               | 24.11.89 |  |  |
|    | Norvegia (bandiera) | LAT   | Lars Martinsen             | 16.08.88 |  |  |
|    | Norvegia (bandiera) | PIV   | Martin Christiansen        | 21.08.88 |  |  |
|    | Norvegia (bandiera) | PIV   | Niklas Espegren            | 28.02.88 |  |  |
|    | Norvegia (bandiera) |       | Morten Amundrød Gudmundsen |          |  |  |
|    | Norvegia (bandiera) |       | Preben Skorge              |          |  |  |
|    | Norvegia (bandiera) |       | Per Martin Haugen          | 10.09.79 |  |  |
|    | Norvegia (bandiera) |       | Jannik Weum                |          |  |  |
|    | Norvegia (bandiera) |       | Lars Flatøy                |          |  |  |
|    | Norvegia (bandiera) |       | Sindre Svadberg            |          |  |  |

## Risultati

### Eliteserie

#### Girone di andata
| Tiller 9 novembre 2013, ore 15:30 1ª giornata | Nidaros   | 3 – 2 referto | Sandefjord | KVT Hallen\| Arbitro: \| Eidhammer \| |
| Arbitro:                                      | Eidhammer |               |            |                                       |

| Tiller 10 novembre 2013, ore 13:30 2ª giornata | Sandefjord      | 6 – 4 referto | Solør | KVT Hallen\| Arbitro: \| Kiil Andreassen \| |
| Arbitro:                                       | Kiil Andreassen |               |       |                                             |

| Sandefjord 23 novembre 2013, ore 15:30 3ª giornata | Sandefjord | 5 – 2 referto | Ørn-Horten | Runarhallen\| Arbitro: \| Iversen \| |
| Arbitro:                                           | Iversen    |               |            |                                      |

| Oslo 28 novembre 2013, ore 13:30 4ª giornata | Grorud | 4 – 3 referto | Sandefjord | Haugenstua Idrettshall\| Arbitro: \| Tariq \| |
| Arbitro:                                     | Tariq  |               |            |                                               |

| Tromsø 23 novembre 2013, ore 15:30 5ª giornata | Sandefjord | 9 – 4 referto | Kongsvinger | Breivikahallen\| Arbitro: \| Krokdal \| |
| Arbitro:                                       | Krokdal    |               |             |                                         |

| Tromsø 15 dicembre 2013, ore 13:30 6ª giornata | Tiller | 5 – 3 referto | Sandefjord | Breivikahallen\| Arbitro: \| Tvedt \| |
| Arbitro:                                       | Tvedt  |               |            |                                       |

| Tiller 11 gennaio 2014, ore 15:30 7ª giornata | Sandefjord | 1 – 5 referto | Vegakameratene | KVT Hallen\| Arbitro: \| Iversen \| |
| Arbitro:                                      | Iversen    |               |                |                                     |

| Tiller 12 gennaio 2014, ore 13:30 8ª giornata | KFUM Oslo | 6 – 2 referto | Sandefjord | KVT Hallen\| Arbitro: \| Krokdal \| |
| Arbitro:                                      | Krokdal   |               |            |                                     |

| Sørumsand 18 gennaio 2014, ore 10:15 9ª giornata | Sandefjord | 6 – 4 referto | Sjarmtrollan | Bingsfosshallen\| Arbitro: \| Myklebust \| |
| Arbitro:                                         | Myklebust  |               |              |                                            |

#### Girone di ritorno
| Sørumsand 19 gennaio 2014, ore 13:30 10ª giornata | Sandefjord | 0 – 3 referto | Nidaros | Bingsfosshallen\| Arbitro: \| Myklebust \| |
| Arbitro:                                          | Myklebust  |               |         |                                            |

| Oslo 1º febbraio 2014, ore 13:30 11ª giornata | Solør   | 0 – 4 referto | Sandefjord | KFUM-Hallen\| Arbitro: \| Krokdal \| |
| Arbitro:                                      | Krokdal |               |            |                                      |

| Horten 9 febbraio 2014, ore 14:30 12ª giornata | Ørn-Horten | 1 – 6 referto | Sandefjord | Campus Bakkenteigen Arena\| Arbitro: \| Hanssen \| |
| Arbitro:                                       | Hanssen    |               |            |                                                    |

| Sandefjord 1º marzo 2014, ore 16:00 13ª giornata | Sandefjord | 3 – 2 referto | Grorud | Jotunhallen\| Arbitro: \| Johansen \| |
| Arbitro:                                         | Johansen   |               |        |                                       |

| Oslo 2 febbraio 2014, ore 17:00 14ª giornata | Kongsvinger     | 1 – 6 referto | Sandefjord | KFUM-Hallen\| Arbitro: \| Kiil Andreassen \| |
| Arbitro:                                     | Kiil Andreassen |               |            |                                              |

| Oslo 15 febbraio 2014, ore 16:00 15ª giornata | Sandefjord      | 1 – 1 referto | Tiller | Ellingsrudhallen\| Arbitro: \| Kiil Andreassen \| |
| Arbitro:                                      | Kiil Andreassen |               |        |                                                   |

| Oslo 16 febbraio 2014, ore 11:45 16ª giornata | Vegakameratene | 2 – 1 referto | Sandefjord | Ellingsrudhallen\| Arbitro: \| Sandberg \| |
| Arbitro:                                      | Sandberg       |               |            |                                            |

| Oslo 15 marzo 2014, ore 13:45 17ª giornata | Sandefjord      | 7 – 0 referto | KFUM Oslo | KFUM-Hallen\| Arbitro: \| Kiil Andreassen \| |
| Arbitro:                                   | Kiil Andreassen |               |           |                                              |

| Oslo 16 marzo 2014, ore 11:45 18ª giornata | Sjarmtrollan | 4 – 2 referto | Sandefjord | Ellingsrudhallen\| Arbitro: \| Sandberg \| |
| Arbitro:                                   | Sandberg     |               |            |                                            |